# Castelpagano
Castelpagano är en ort och kommun i provinsen Benevento i regionen Kampanien i Italien. Kommunen hade 1 461 invånare (2017).